# No Comment
No comment, splitski hardcore punk sastav.

## Povijest sastava
Osnovani su 1988. u Splitu, Hrvatska.
Nakon promjene postave 1993. eksperimentiraju s punk rockom i pišu pjesme na engleskom jeziku.
Tijekom 90-ih snimaju tri demokasete koje objavljuju nezavisne undeground kuće Ill in the head, Listen loudest, ali i split-CD s Why Stakla (s 18 pjesama) objavljen uz fanzine Lunatic.
2001. opet promjene u postavi sastava, Teso i Oleg napuštaju sastav odlaze živjeti u Zagreb. Jere odlazi u Zagreb 2005. godine. U ljeto 2004., u samo dva popodneva snimaju 13 pjesama kod Stivija. Dodatno miksanje i produkciju rade sami uz pomoć Vilija Milicevica.

## Diskografija

### Albumi
- Headless, 1993.

- Blimey, 1993.

- Headless, 1993. (podijeljeno izdanje s Ex-Cessom)

- The importance of being well and healthy, 1995.

- Pretty sure, 2004.
- Don't panic, 2011.

### Kompilacije
- Lunatic Volume 1, 1995. - izdanje Lunatic Fanzinea, ostali sastavi na albumu: Why Stakla, Šumski, Žoambo Žoet Workestrao
- Big house, ? - izdanje Get Off Recordsa, ostali sastavi na albumu: Debeli Precjednik,   Valungari,   Scud,   Fakofbolan,   Dorothy's Knees,   Dare To Go,   Confusione Totale,   Running Party,   Megabitch,   Overflow,   Don't

## Članovi sastava
Boris Ždero, Frane Delić, Karmelo Marin, Mario Nosić, Oleg Berić, Tomislav Vukušić, Zdeslav Vojković.
- Cipa – vokal,
- Boris – bas,
- Tommy – gitara/vokal
- Torello – bubnjevi

Najpoznatije pjesme:
- Shoebox Happiness,
- Tierra del Cemento,
- Brighton,
- Oh Boy,
- Pretty sure,
- Uv-ray

## Vanjske poveznice
- http://www.nocommentsplit.com  Arhivirana inačica izvorne stranice od 6. listopada 2016. (Wayback Machine)